# Vergeten

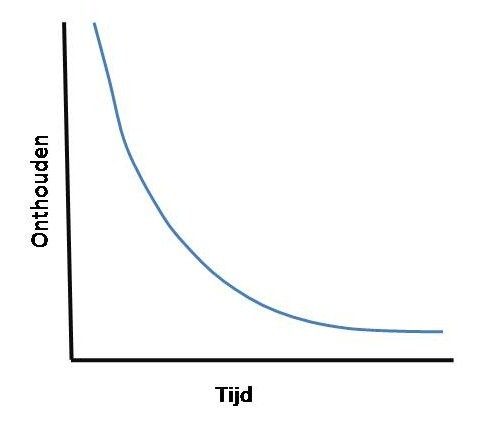
Typische vergeetcurve

Vergeten is het proces waardoor informatie in het geheugen verloren gaat. In principe vergeet men meer en meer, naarmate iets langer geleden is, zoals blijkt uit de vergeetcurve. Het woord vergeten wordt meestal gebruikt in verband met het declaratief geheugen; onze parate kennis van feiten en gebeurtenissen.

## Oorzaken van vergeten
Vergeten kan verschillende oorzaken hebben. Het kan een gevolg zijn van een gebrekkige opslag van informatie (ook wel codering of inprenting genoemd), het niet kunnen vasthouden of niet meer kunnen kunnen terugvinden van informatie. Informatie wordt beter opgeslagen of 'gecodeerd' als het een bepaalde betekenis voor ons heeft (bijvoorbeeld door een woord met iets anders te associëren). Het vasthouden van informatie kan op twee manieren worden belemmerd. Indrukken of kennis kunnen passief vervagen, of kunnen op een meer actieve manier door interferentie met andere informatie uit het geheugen verdwijnen. Iets wat recent is geleerd kan bijvoorbeeld iets anders dat wij vroeger hebben geleerd weg- of onderdrukken. Men spreekt dan van retroactieve inhibitie. Ook het omgekeerde, proactieve inhibitie geheten, kan plaatsvinden: iets wat vroeger is geleerd kan iets anders dat later is geleerd onderdrukken. Ten slotte is het mogelijk dat we iets vergeten omdat we het niet meer kunnen terugvinden: het zit nog wel in het geheugen, maar we kunnen er niet meer bij. Terugvinden gaat makkelijker als we kunnen beschikken over een hulpmiddel of 'cue': zo kan een gezicht of een melodie ineens de herinnering terugbrengen van een 'vergeten' gebeurtenis uit het verre verleden.

## Vergeten bij terugvinden
Andersen, Bjork en Bjork ontdekten dat terugvinden van bepaalde informatie in het geheugen (bijvoorbeeld de plaats waar ik vandaag mijn auto heb geparkeerd), gerelateerde informatie in het geheugen kan onderdrukken (bijvoorbeeld de plek waar ik gisteren mijn auto heb geparkeerd). Dit heet retrieval induced forgetting.

## Opzettelijk vergeten
Daarnaast bestaat er ook een vorm van vergeten die Bjork geïnstrueerd vergeten noemde (directed forgetting). Dit is een vorm van vergeten die het gevolg is van de bewuste intentie om iets te vergeten. Bijvoorbeeld nadat wij een lijst woorden uit het hoofd hebben geleerd, krijgen wij te horen dat wij deze niet verder hoeven te onthouden. Bij een andere lijst die geleerd is, wordt dat niet gezegd. Nu blijkt dat bij reproductie achteraf, minder onthouden wordt van de eerste lijst dan van de tweede lijst.

## Geheugenverlies bij veroudering en dementie
Geheugenverlies, en dus ook vergeten of vergeetachtigheid, is een aspect van normale cognitieve veroudering. Herinneringen uit de zeer vroege jeugd (vóór 3-5 jaar) blijken bij de meeste mensen zelfs grotendeels verloren te zijn gegaan. Dit heeft vooral betrekking op het declaratief geheugen. Andere vormen van geheugen blijken relatief stabiel, ook op hogere leeftijd. Geheugenverlies neemt ernstiger vormen aan bij leeftijdsgerelateerde ziektes zoals de ziekte van Alzheimer en het syndroom van Korsakov. Ook hersenletsel kan gepaard gaan met tijdelijk of blijvend geheugenverlies (amnesie). Soms worden als gevolg van veroudering of extreem alcoholgebruik recentere herinneringen sterker aangetast dan oudere herinneringen. Dit verschijnsel staat ook wel bekend als de ribotgradiënt. 